# Asiacardiochiles lygropiae
Asiacardiochiles lygropiae är en stekelart som beskrevs av S. Ahmad och Shuja-uddin 2004. Asiacardiochiles lygropiae ingår i släktet Asiacardiochiles och familjen bracksteklar. Inga underarter finns listade.